# Geostiba
Geostiba (лат.) — род жуков-стафилинид из трибы Athetini (подсемейство Aleocharinae). Около 300 видов: Палеарктика (300 вида), Неарктика − 15 видов (подрод Sibiota Casey, 1906).

## Описание
Мелкие коротконадкрылые жуки (длина 1,7—3,2 мм), от жёлтого до коричневого цвета. Тело с параллельными боками. Усики 11-члениковые. Пронотум с микрощетинками, направленными назад. Лигула разделена на две лопасти. Передние лапки 4-члениковые, а лапки средних и задних ног состоят из 5 сегментов (формула лапок: 4-5-5). Обитают в почве и подстилочном слое.

- Geostiba acifera Assing, 1999
- Geostiba aculeata (Coiffait, 1968)
- Geostiba ahaiaensis Assing, 1999
- Geostiba albacetensis Pace, 1983
- Geostiba alexandri Pace, 1977
- Geostiba alticola Lohse & Smetana, 1988 — США
- Geostiba amplicollis Pace, 1988
- Geostiba andalusa Pace, 2002
- Geostiba angelinii  Pace, 2002
- Geostiba anxanensis  Pace, 1977
- Geostiba apfelbecki  Eppelsheim, 1892
- Geostiba appalachigena Gusarov, 2002 — Канада, США
- Geostiba appuana  (Bernhauer, 1940)
- Geostiba araneaensis  Pace, 1990
- Geostiba arazeccana  (Bernhauer, 1909)
- Geostiba arida  (Eppelsheim, 1881)
- Geostiba arieiroensis  Assing & Wunderle, 1996
- Geostiba armata  (Eppelsheim, 1878)
- Geostiba armicollis  (Breit, 1917)
- Geostiba arundensis  Pace, 1990
- Geostiba aspromontana Pace, 1977
- Geostiba asturiensis (Fagel, 1967)
- Geostiba baetica Pace, 1983
- Geostiba balsamensis Pace, 1997 — США
- Geostiba bicarinata Lohse & Smetana, 1988 — США
- Geostiba carteriensis Pace, 1997 — США
- Geostiba circellaris (Gravenhorst, 1806) — Европа и Канада
- Geostiba coeligena Gusarov, 2002 — США
- Geostiba crepusculigena Gusarov, 2002 — США
- Geostiba graveyardensis Pace, 1997 — США
- Geostiba impressula (Casey, 1906) — США
- Geostiba nebuligena Gusarov, 2002 — США
- Geostiba nimbicola Lohse & Smetana, 1988 — США
- Geostiba nubigena Lohse & Smetana, 1988 — США
- Geostiba pluvigena Gusarov, 2002 — США
- Geostiba silvigena Gusarov, 2002 — США
- Другие виды